# Sharon (Dakota Północna)
Sharon – miasto w Stanach Zjednoczonych, w stanie Dakota Północna, w hrabstwie Steele.